# Chuyên chế quốc Moria
Chuyên chế quốc Moria (tiếng Hy Lạp: Δεσποτᾶτον τοῦ Μορέως) được thành lập đầu thế kỷ XIV trên bán đảo Peloponnisos như một tỉnh của Đế quốc Byzantine nhưng sau đó nhanh chóng được giao lại cho các thủ lĩnh Thập tự quân cai quản. Quốc gia này tồn tại cho đến khi Đế quốc Ottoman sáp nhập vào Hi Lạp. Ngày nay, một vài dòng họ vẫn giữ tước hiệu vua Moria trên danh nghĩa.